# Hede Massing
Hede Massing (geboren als Hedwig Tune; verh./gesch. Hedwig Eisler; verh./gesch. Hede Gumperz, 6. Januar 1900 in Wien, Österreich-Ungarn; gestorben 8. März 1981 in New York City) war eine österreichische Schauspielerin, die seit den 1920er-Jahren als Kommunistin aktiv war und wegen ihrer Spionagetätigkeit für sowjetische Geheimdienste (GRU und NKWD) in den USA bekannt geworden ist.

## Leben

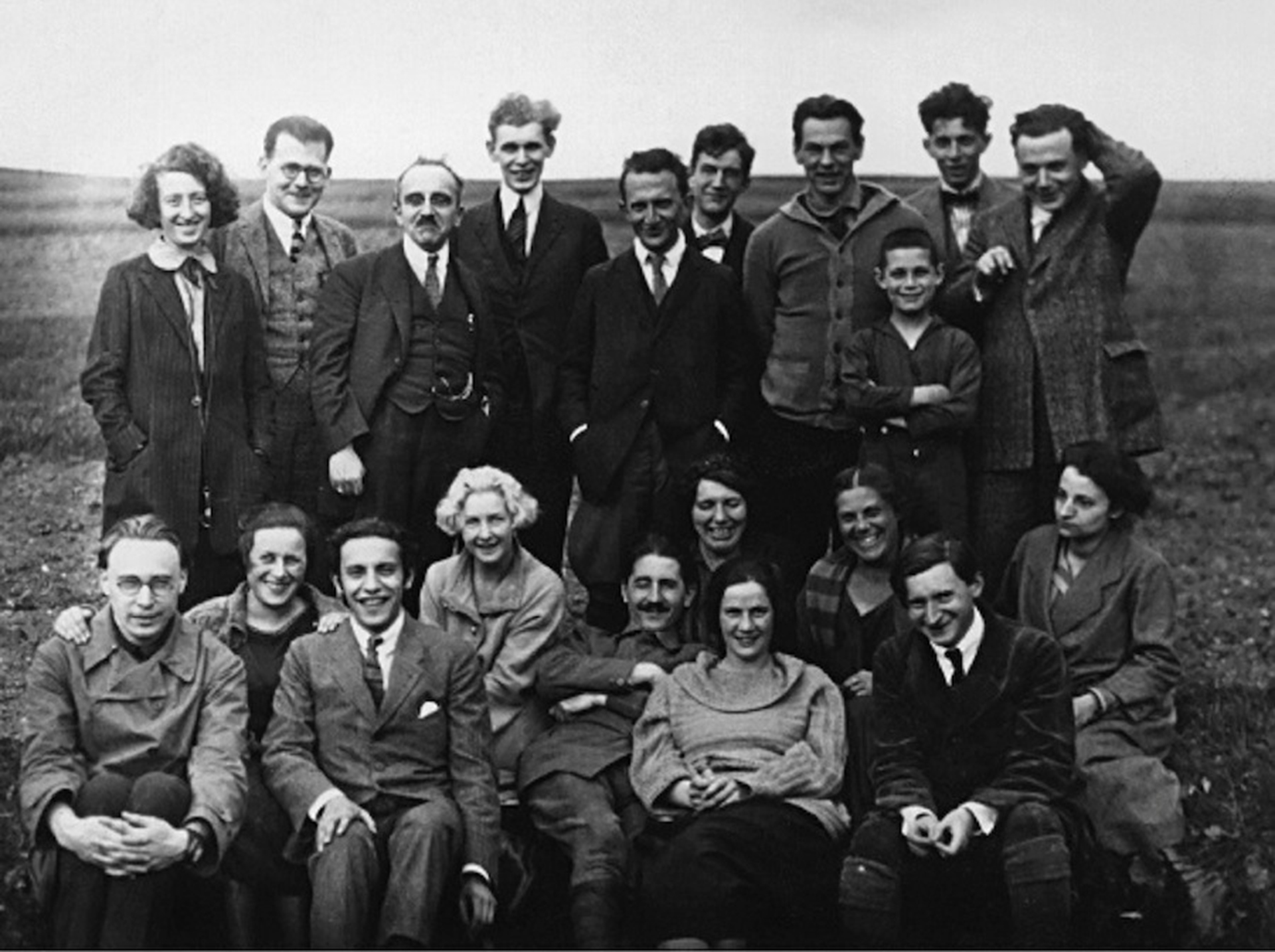
Hede Eisler (1923, stehend, links)

Hedwig Tune zog mit ihrem ersten Ehemann Gerhart Eisler Anfang 1921 von Wien nach Berlin, wo Eisler Karriere in der KPD machte. Das Ehepaar trennte sich jedoch, woraufhin sie ab 1924 mit dem wohlhabenden amerikanischen Kommunisten Julian Gumperz zusammenlebte, dem ein Teil des Malik-Verlages gehörte. Gumperz schloss sich 1923 dem Frankfurter Institut für Sozialforschung an und half später maßgeblich bei der Reorganisation des Instituts in New York. Im Mai des gleichen Jahres war Tune eine Teilnehmerin der Marxistischen Arbeitswoche. Gumperz und Tune heirateten 1927, wodurch sie die amerikanische Staatsbürgerschaft erwarb, trennten sich aber bald nach ihrer Rückkehr in Deutschland. Tune lebte anschließend mit dem marxistischen Sozialwissenschaftler Paul Massing zusammen, der 1933 mehrere Monate im Konzentrationslager Sachsenhausen gefangen gehalten worden war und später in die USA emigrieren konnte.
Hede Massing war 1928 in Frankfurt von Richard Sorge für die Geheimdienstarbeit angeworben worden; ihr Vorgesetzter beim GRU war Ludwig (Ignaz Reiss). Beide Massings waren später Teil des NKWD-Apparates und arbeiteten für Boris Basarow in New York. Hede Massing verrichtete zuerst Kurierdienste (nach Paris). In den USA war ihre wichtigste Aufgabe die Agentenwerbung. Sie war erfolgreich, was auch an dem politischen Klima in Washington, D.C. und an der antifaschistische Gesinnung der von ihr angesprochenen Beamten lag.
Der hohe Beamte (Staatssekretär) Laurence Duggan wurde von ihr angeworben. Sie konnte Noel Field und Ehefrau rekrutieren, verlor sie aber in einer Auseinandersetzung mit Alger Hiss bald an den GRU. 1947, in dem zweiten Verfahren gegen Hiss, sagte Hede Massing aus, dass sie 1935 mit Hiss darüber gesprochen habe, ob Field – ein Mitarbeiter im State Department – für den NKWD oder den GRU arbeiten sollte. Andererseits verließen sie und ihr Mann, entgegen ihrer Aussage, den sowjetischen Spionageapparat noch nicht Ende der 1930er-Jahre nach einem schrecklichen Aufenthalt in Moskau (den sie wohl nur wegen ihrer US-amerikanischen Staatsbürgerschaft und einem „Hinweis“ auf die Fields überlebte). Erst nach der Niederlage Nazi-Deutschlands gestand sie ihre Tätigkeit.
Sie tauchte 1946 als „Redhead“ (Rotschopf) in den Venona-Akten auf.

## DieRotschopf-Leute
Diese Gruppe bestand (nach dem sogenannten Gorsky Memo) aus
- Laurence Duggan, Vorsitzender im Außenministerium (State Department), Mittel- und Südamerika Abteilung (Division of Research for American Republics), dort zuständig für Südamerika.
- Hede Massing, die als Journalistin arbeitete.
- Paul Massing, der am Frankfurter Institut im Exil arbeitete, dem Institute of Social Research an der Columbia-Universität.
- Franz Neumann, Politikwissenschaftler.

## Schriften (Auswahl)
- Ich war Stalins Spionin in den USA. Teil I bis VI . In: Die Zeit. 1. Juni–6. Juli 1950 (in sechs Folgen).
- This Deception. Duell, Sloan & Pearce, New York 1951.
- Richard Sorge: der fast vollkommene Spion. In: Deutsche Rundschau. Band 79, 1953, Nummer 4, S. 360–377.
- Die große Täuschung. Geschichte einer Sowjetagentin. Herder, Freiburg im Breisgau 1967.